# Parafia Świętych Apostołów Piotra i Pawła w Bożkowie
Parafia św. Apostołów Piotra i  Pawła w Bożkowie znajduje się w dekanacie noworudzko-słupieckim, w  diecezji świdnickiej. Była  erygowana w XIV w. Jej  proboszczem jest ks. mgr Tomasz Nuckowski.

## Świątynie
- Kościół świętych Piotra i Pawła w Bożkowie
- Kościół św. Bartłomieja w Czerwieńczycach
- Kościół św. Floriana w Święcku
- Kościół Matki Boskiej Nieustającej Pomocy w Koszynie

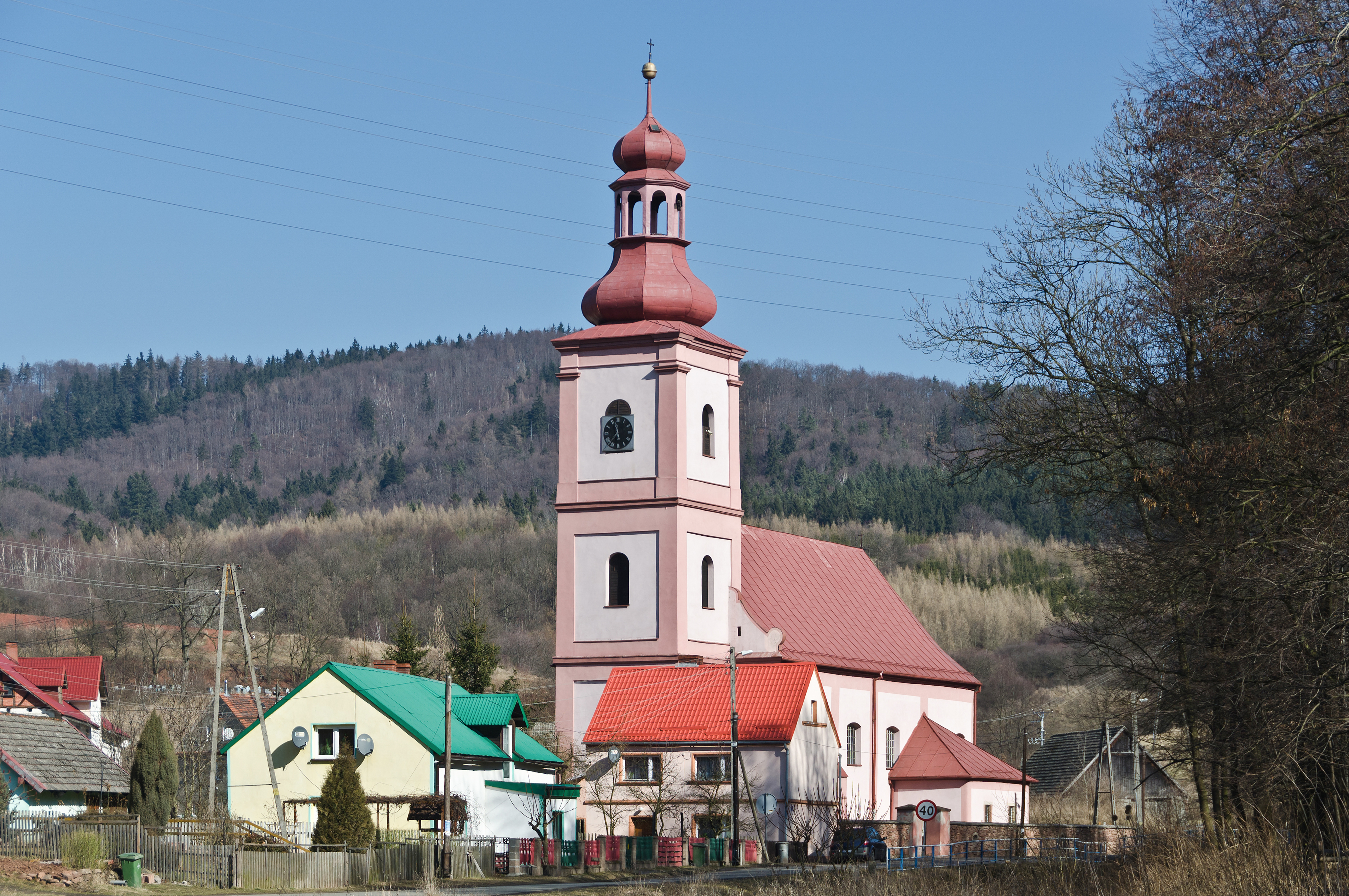
Kościół Bartłomieja w Czerwieńczycach
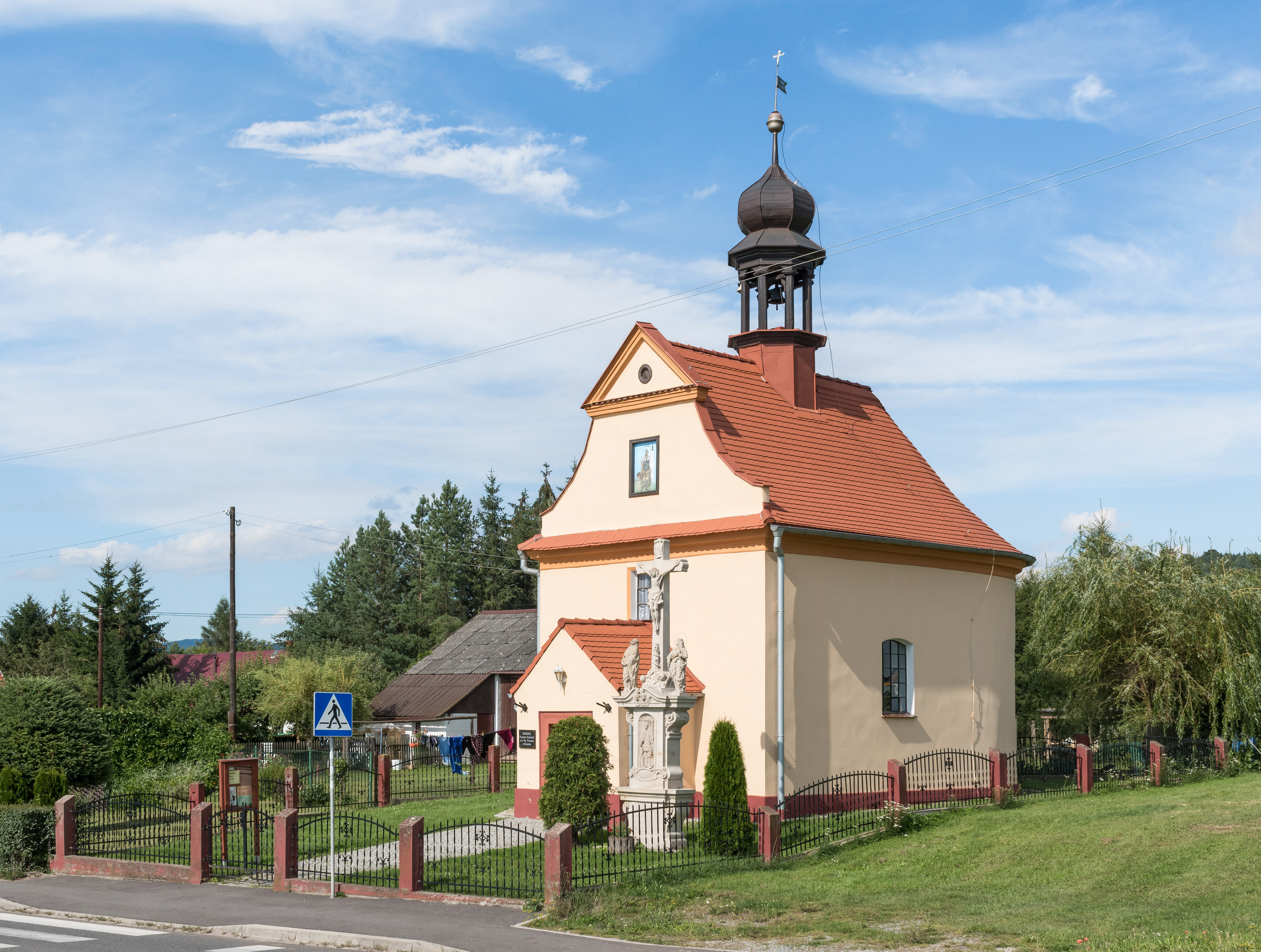
Kościół św. Floriana w Święcku
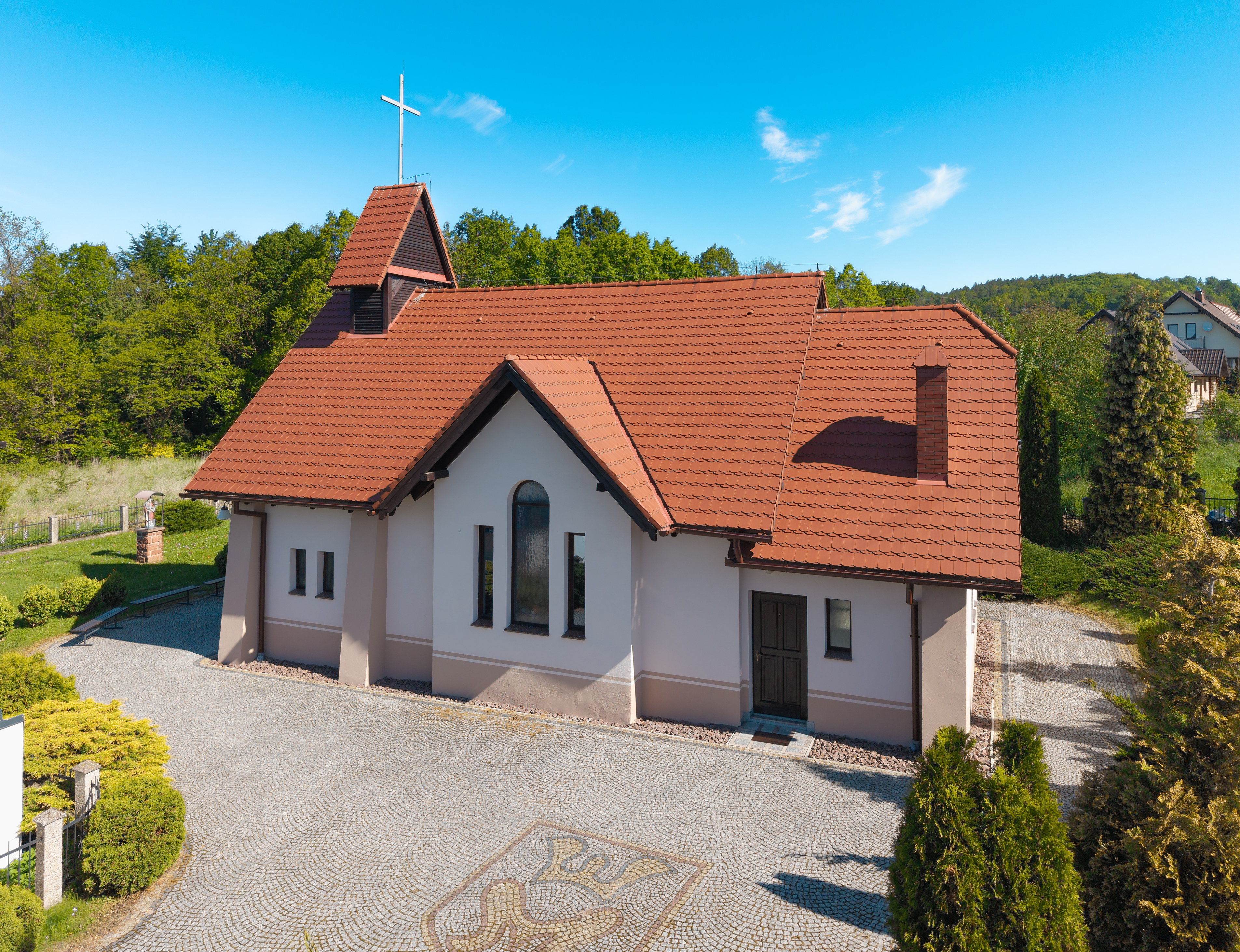
Kościół MBNP w Koszynie